# دان فـان دنتر
دان فـان دنتر (بالهولندية: Daan van Dinter)‏ هو لاعب كرة قدم هولندي في مركز الدفاع، ولد في 12 يناير 1989 في تلبرغ في هولندا. لعب مع دين بوستش وفيلم 2 تيلبورغ.